# ویشنووا (ناحیه ییندریخوف هرادتس)
ویشنووا (به چکی: Višňová) یک منطقهٔ مسکونی در جمهوری چک است که در ناحیه ییندریخوف هرادتس واقع شده‌است. ویشنووا ۵٫۷۹ کیلومتر مربع مساحت و ۷۳ نفر جمعیت دارد و ۴۷۸ متر بالاتر از سطح دریا واقع شده‌است.